# أغ بلاغ (خلخال)
أغ بلاغ هي قرية في مقاطعة خلخال، إيران. يقدر عدد سكانها بـ 20 نسمة بحسب إحصاء 2016.